# Лунячек Вадим Едуардович
Лунячек Вадим Едуардович (народ. 15 серпня 1960, Харків, УРСР) — український вчений в галузі педагогіки, є одним з провідних фахівців в галузі управління освітніми системами, теорії та методики професійної освіти. Зробив внесок у розвиток теорії та практики професійної підготовки керівних кадрів для сфери освіти, теорію педагогічних вимірювань, доктор педагогічних наук (2013), професор (2014), кандидат педагогічних наук (2002), доцент (2006).

## Біографія
Лунячек Вадим Едуардович, народився 15.08.1960 р. в м. Харків (Україна), веде родовід по батьківській лінії від волинських чехів, які емігрували з території нинішньої Чехії на територію сучасної Волинської області України приблизно у 1870-х рр. XIX ст. Його дід, Станіслав Йозефович Люначек, переїхав з селища Чеський Борятин у м. Харків на початку XX ст. Лінія матері простежується з с. Старий Іржавець нинішньої Полтавської області.
У 1967 р. В. Е. Лунячек вступив до середньої школи № 60 м. Харкова, а згодом був переведений до середньої школи № 95 м. Харкова, яку і закінчив у 1977 р. У цей же рік він вступає на географічне відділення геолого-географічного факультету Харківського державного університету ім. О. М. Горького (зараз ХНУ імені В. Н. Каразіна). Університет закінчив у 1982 р.
З 1981 р. по 1986 р. працював учителем географії у Лиманській середній школі Готвальдівського (нині Зміївського) району Харківської області та середніх школах №№ 91, 95 м. Харкова. Саме в цей час В. Е. Лунячек починає активно займатися гірським туризмом й залучає до цього своїх учнів. Учні В. Е. Лунячека неодноразово були переможцями змагань зі спортивного туризму. Здійснили низку походів різної категорії складності в гори Криму, Карпат й Кавказу. В. Е. Лунячек вісім разів перемагав в обласних туристичних змаганнях вчителів за напрямом «Топографічна зйомка», був також учасником Першого Всеукраїнського туристичного зльоту вчителів. З 1986 по 1987 р. працював методистом Комінтернівського (нині Слобідського) районного відділу освіти м. Харкова, відповідальним за туристсько-краєзнавчу роботу.
У серпні 1987 р. призначений директором середньої школи № 44 м. Харкова, де працював по жовтень 1996 року. За майже десятирічний період роботи директором школи випустив кілька тисяч випускників. Середня школа № 44 тривалий час мала провідні позиції серед шкіл Комінтернівського (нині Слобідського району) та м. Харкова в цілому. Під час роботи директором школи В. Е. Лунячек навчається у програмі «Transformation school leaders group of the International Renaissance Foundation» за підтримки міжнародного фонду «Відродження» та ін. 
В цей же період здійснює низку мандрівок на Полярний Урал, Соловецькі острови, річкою Об, в гори Паміру (Алайська долина, Фанські гори, оз. Іскандеркуль тощо), Тянь-Шаню (Іссик-Куль, Джеті-Огуз, Пржевальськ тощо).
З жовтня 1996 по липень 2002 року працює на посаді заступника начальника управління освіти Харківської міської ради. У цей період він разом із В. І. Коробовим і В. І. Ліпейко стає розробником однієї з перших на пострадянському просторі комп’ютеризованих систем управління освітою, що отримала назву «Ефективна школа» й була запроваджена у всіх загальноосвітніх навчальних закладах м. Харкова.
У 2002 р. переходить працювати на посаду першого проректора Харківського обласного науково-методичного інституту безперервної освіти. На посаді першого проректора працює до лютого 2006 р. Саме тоді В. Е. Лунячек був призначений начальником Головного управління освіти і науки Харківської обласної державної адміністрації. Для цього періоду були характерними принципові зміни, повʼязані з пілотними проєктами із запровадження зовнішнього незалежного оцінювання, створення системи моніторингу якості освіти. Напередодні призначення В. Е. Лунячек проходить стажування в школах і університетах США на запрошення програми державного департаменту США «International Visitor Leadership Program». У серпні 2007 року вступає в докторантуру Харківського національного університету імені Г. С. Сковороди.
У грудні 2007 р. він був запрошений на посаду декана вечірнього факультету Харківського регіонального інституту державного управління Національної академії державного управління при Президентові України. За сумісництвом працює на кафедрі соціальної і гуманітарної політики інституту. У 2009 р. проходить стажування у Тяньцзінській Адміністративній Академії (Китай).
У жовтні 2015 р. переходить працювати на посаду завідувача кафедри креативної педагогіки та інтелектуальної власності Української інженерно-педагогічної академії.

## Наукова діяльність
Наукову діяльність розпочав на 1 курсі геолого-географічного факультету Харківського державного університету ім. О. М. Горького (зараз ХНУ імені В.Н.Каразіна). За період навчання в університеті неодноразово був лауреатом Всесоюзного конкурсу студентських наукових робіт. Захистив дипломну роботу на тему: «Взаємозвʼязок сонячної активності з загальною кількістю озону в Американському секторі циркуляції атмосфери». За період навчання в університеті працював у заповіднику Асканія-Нова, на Тянь-Шанській високогірній фізико-географічній станції, в одній із партій Красноярської геолого-знімальної експедиції на півострові Таймир, студентських наукових загонах Кавказської високогірної експедиції Харківського державного університету ім. О. М. Горького тощо.
З 1987 р. у період роботи в середній школі № 44 В. Е. Лунячек починає розробку основ системи алгоритмізованого управління загальноосвітнім навчальним закладом, яка в перспективі стане основою його дисертації на здобуття наукового ступеня кандидата педагогічних наук. 31 жовтня 2002 р він захищає кандидатську дисертацію за темою: «Управління загальноосвітнім навчальним закладом з використанням комп’ютерних технологій» за спеціальністю 13.00.01 − теорія і історія педагогіки. 12 березня 2003 р. В.Е.Лунячеку присуджено науковий ступінь кандидата педагогічних наук. Ця дисертація була першою за зазначеною тематикою в Україні на той час, вона й сьогодні є однією з найцитованіших серед робіт автора.
У 2012 році В. Е. Лунячек захищає докторську дисертацію за темою «Теоретико-методологічні засади професійної підготовки керівних кадрів в умовах магістратури до управління якістю освіти» за спеціальністю 13.00.04 – теорія і методика професійної освіти. Доктор педагогічних наук з 4 липня 2013 р.
Керівник численних науково-дослідних робіт, у тому числі за кошти державного бюджету України. В. Е. Лунячек є членом секції №19 «Педагогіка, психологія, проблеми молоді та спорту» Наукової ради МОН України, працює у спеціалізованій вченій раді Д 64.108.01.
За результатами наукової роботи внесений до Енциклопедії сучасної України.
Зараз його наукові інтереси пов’язані з таким напрямами: управління освітніми системами, професійний розвиток керівних кадрів освіти, професійний розвиток педагогічних працівників, професійна підготовка фахівців в умовах магістратури, охорона і захист прав інтелектуальної власності працівників освіти, трансфер освітніх технологій тощо.
Кількість опублікованих праць, усього: 264 з них – монографій: 12, наукових статей: 127, доповідей: 54, авторських свідоцтв: 10.

## Педагогічна діяльність
Педагогічну діяльність розпочав у 1981 році вчителем географії, з 2002 року викладає у вищій школі. Загальний педагогічний стаж 38 років. Звання доцента кафедри управління закладами освіти отримав з 20 квітня 2006 р. Звання професора кафедри соціальної і гуманітарної політики отримав з 17 січня 2014 р.
В.Е.Лунячеком розроблені й викладались у різні часи такі дисципліни як «Педагогічний менеджмент», «Моніторинг якості освіти», «Педагогічка вищої школи», «Основи наукових досліджень». «Освітні вимірювання» та інші.
Увесь період роботи на керівних посадах та в закладах вищої освіти В. Е. Лунячек не пориває зв’язків із своєю Альма-матер і викладає на геолого-географічному факультеті ХНУ імені В. Н. Каразіна.

## Професійна громадська діяльність
Лунячек В.Е. – член редколегії Всеукраїнських фахових журналів «Проблеми інженерно-педагогічної освіти» (група Б), «Нова педагогічна думка» (група Б), збірника наукових праць «Засоби навчальної та науково-дослідної роботи» (група Б). Випускник програми державного департаменту США «International Visitor Leadership Program», випускник програми «Transformation school leaders group of the International Renaissance Foundation» за підтримки міжнародного фонду «Відродження» та ін. Був учасником проектів «Освітня політика та освіта «рівний − рівному» за підтримки Програми розвитку ООН, «Громадські платформи освітніх реформ» міжнародного фонду «Відродження» за напрямом «Система навчального книговидання в Україні: проблеми та перспективи. Аналіз освітньої політики у галузі шкільного підручникотворення», «Підтримка децентралізації в Україні» швейцарсько-український проект DESPRO для викладачів українських ВНЗ за програмою «Управління знаннями» тощо.
В.Е.Лунячек є експертом порталу «Освітня політика», який діє за сприяння Комітету з питань науки та освіти Верховної Ради України (http://education-ua.org/ua/ [Архівовано 11 серпня 2020 у Wayback Machine.]). Є одним із засновників громадської організації «Інновації для освіти».

## Нагороди
- 2002 р. − Подяка Харківського міського голови;
- 2004 р. − Грамота Головного управління освіти і науки Харківської облдержадміністрації;
- 2004 р. − Почесна грамота Міністерства освіти і науки України;
- 2005 р. − нагрудний знак «Відмінник освіти України»;
- 2010 р. − нагрудний знак «Василь Сухомлинський»;
- 2010 р. – Почесна грамота НАДУ при Президентові України;
- 2010 р. − Грамота Головного управління державної служби України;
- 2015 р. − Грамота Харківської обласної ради;
- 2017 р. – Почесна грамота Кабінету Міністрів України;
- 2018 р. – Стипендія імені В. Н. Каразіна Харківської обласної державної адміністрації, як видатному науковцю в галузі гуманітарних наук[13].

## Основні праці в педагогіці
- Компетентнісний вимір професійного розвитку працівників освіти в сфері інтелектуальної власності : монографія / В. Е. Лунячек, Н. П. Рубан, А. М. Бровдій та ін.; за заг. ред. В. Е. Лунячека. – Харків : ТОВ «Оберіг», 2020. – 368 с.
- Kovalenko, O., Luniachek, V., Fesenko, N., Timaniuk, V., Rubashka, V., Ruban, N., Brovdii, A., & Kulakovskyi, O. (2020). Professional Development of Ukrainian Higher Education Staff in Intellectual Property: monograph (V. Luniachek (ed.); 1st ed.). Kindle Direct Publishing Platform. 138 p.
- Vadym Luniachek, Alla Brovdii, Oleksandr Kulakovskyi, Tetyana Varenko, "Academic Integrity in Higher Education of Ukraine: Current State and Call for Action", Education Research International, vol. 2020, Article ID 8856251, 8 pages, 2020. https://doi.org/10.1155/2020/8856251
- Лунячек В. Е. Педагогічні технології запровадження компетентнісного підходу у вищих військових навчальних закладах [моногр.] / А.М.Бровдій, А.В.Куруч, В. Е. Лунячек., О.Є.Міршук, / за ред. В.Е.Лунячека. – Х. : Вид-во НАНГУ. – 2019.– 337 с. - ISBN 978-966-8671-61-6
- Лунячек В. Е. Професійний розвиток працівників системи загальної середньої освіти в сфері інтелектуальної власності: монографія / В. Е. Лунячек., Н.П.Рубан, Н.С.Фесенко. – Х. : ФОП Панов. – 2018.– 224 с. - ISBN 978-617-7541-80-5
- Адаптивне управління розвитком професійної освіти: кол. монографія / Г.В.Єльникова, О.О.Загіка, Г.Ю.Кравченко, І.С.Лапшина, Г.І.Лук’яненко, В.Е.Лунячек, Г.А.Полякова, В.С.Ульянова,Л.І.Фесік та ін. / За заг. та наук. редакцією Г.В.Єльникової. − Павлоград: ІМА-прес, 2016. – 248 с. - ISBN 978-966-331-577-5
- Лунячек В.Е. Педагогічний менеджмент / В.Е.Лунячек. − Х. − Вид-во ХарРІ НАДУ «Магістр», 2014. − 512 с. - ISBN 978-966-390-124-4
- Лунячек В.Е. Підготовка магістрів державного управління до забезпечення якості освіти: теорія та практика [моногр.] / В.Е.Лунячек – Х. : ХНУ імені В.Н.Каразіна, 2011. – 372 с. - ISBN 978-966-623-744-9
- Лунячек В. Е. Основи педагогіки вищої школи : навчальний посібник / В. Е. Лунячек. − Х. : ХНУ імені В. Н. Каразіна, 2014. − 252 с. - ISBN 978-966-285-147-2
- Лунячек В.Е. Державне управління освітою [підруч. для вищ. навч. закл.] / В.Е.Лунячек – Харків : Гімназія, 2010. – 288 с. - ISBN 978-966-474-081-1
- Лунячек В.Е. Елементи технології управління сучасною школою [наук.-метод. посіб. Видання четверте, доповнене] / В.Е.Лунячек. – Харків : Гімназія, 2001. – 112 с. - ISBN 966-7384-06-3